# Simone Barontini
Simone Barontini (né le 5 janvier 1999 à Ancône) est un athlète italien, spécialiste du 800 mètres.

## Biographie
Il se classe troisième des Championnats d'Europe d'athlétisme jeunesse 2016 et cinquième des Championnats du monde juniors d'athlétisme 2018. En 2021, à Tallinn, il remporte la médaille d'or du 800 m des championnats d'Europe espoirs en devançant le Belge Eliott Crestan.
Il se classe 7e des Championnats d'Europe 2022 à Munich.

## Palmarès

### International
| Date | Compétition                   | Lieu    | Épreuve | Résultat | Temps         |
| ---- | ----------------------------- | ------- | ------- | -------- | ------------- |
| 2021 | Championnats d'Europe espoirs | Tallinn | 1er     | 800 m    | 1 min 46 s 20 |
| 2022 | Championnats d'Europe         | Munich  | 7e      | 800 m    | 1 min 45 s 66 |

### National
- Championnats d'Italie d'athlétisme :
  - 800 m : vainqueur en 2019, 2020, 2021, 2023, 2024
- Championnats d'Italie d'athlétisme en salle :
- 800 m : vainqueur en 2017, 2018, 2019, 2020 et 2021

## Records
| Épreuve    | Performance   | Lieu     | Date         |
| ---------- | ------------- | -------- | ------------ |
| 800 mètres | 1 min 44 s 34 | Budapest | 24 août 2023 |